# 龍海寺
龍海寺（りゅうかいじ）は、大阪府大阪市北区同心に位置する曹洞宗の寺院である。山号は蓬莱山。本尊は釈迦牟尼仏。緒方洪庵の墓所として知られる。

## 歴史
1584年（天正12年）頃、豊臣秀吉の招きで越後国の金剛院の九世である亀洲宗鶴が創建。大阪城鎮護（火防）の寺として現在も火の守護として尊崇されている。
龍海寺の墓地には近代医学の功労者である緒方洪庵夫妻の墓所や、その門下の大村益次郎の足塚を始め、洪庵が師事した中天游夫妻の墓碑が現存している。

## 墓所
- 緒方洪庵 - 幕末の医師。
- 中西石焦 - 江戸時代の画家。

## 交通
- JR大阪環状線「天満駅」より徒歩で約10分。